# فرناندو ليما
فرناندو ليما من مواليد 7 مايو 1975 في بوينس آيرس، بالأرجنتين يعد أشهر مغني أوبرا إسباني للموسيقى الكلاسيكية والكاونترتينور.

## مواقع خارجية
- فرناندو ليما على موقع IMDb (الإنجليزية)
- فرناندو ليما على موقع ميوزك برينز (الإنجليزية)
- فرناندو ليما على موقع ديسكوغز (الإنجليزية)